# Café racer

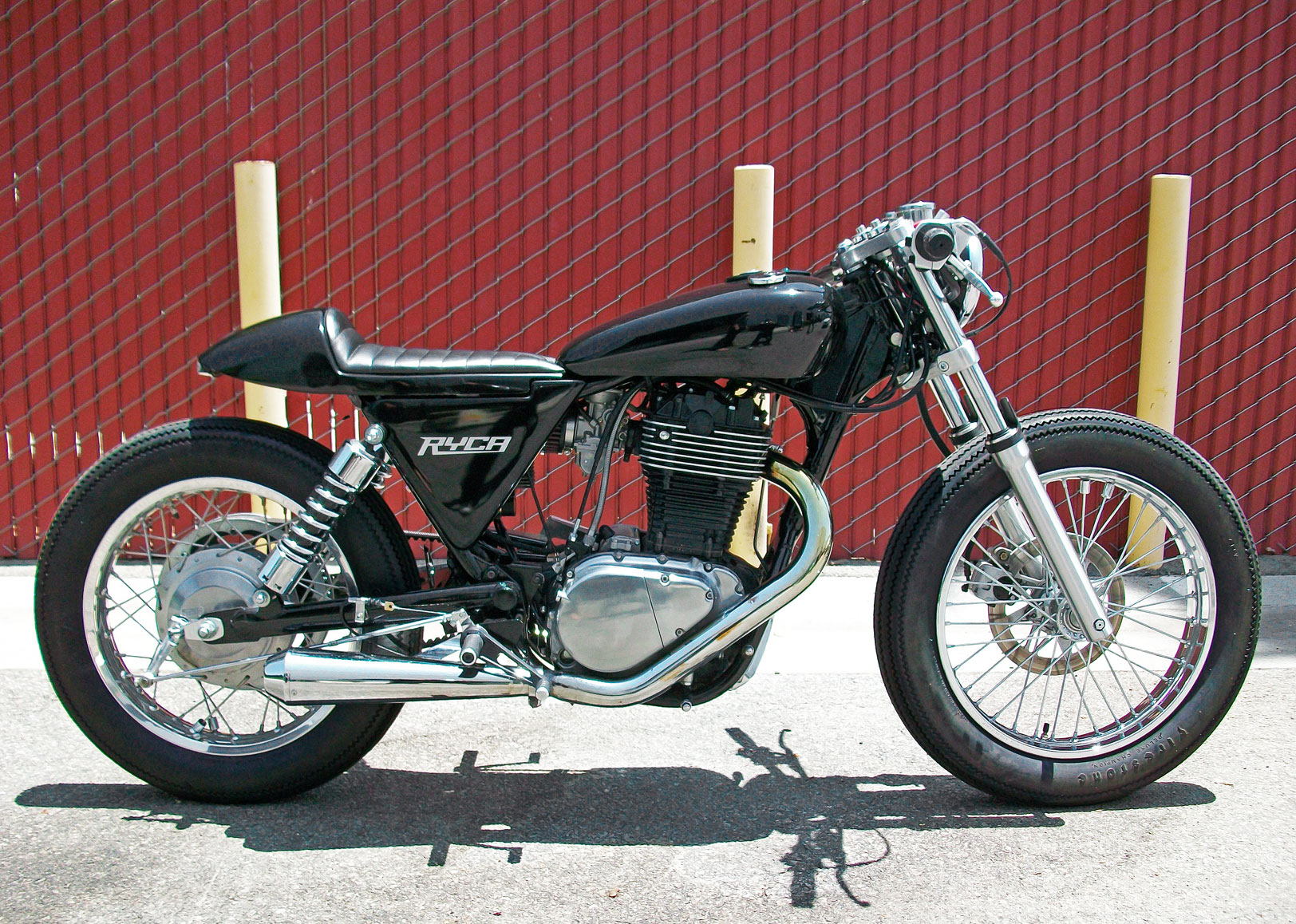
Uma café racer

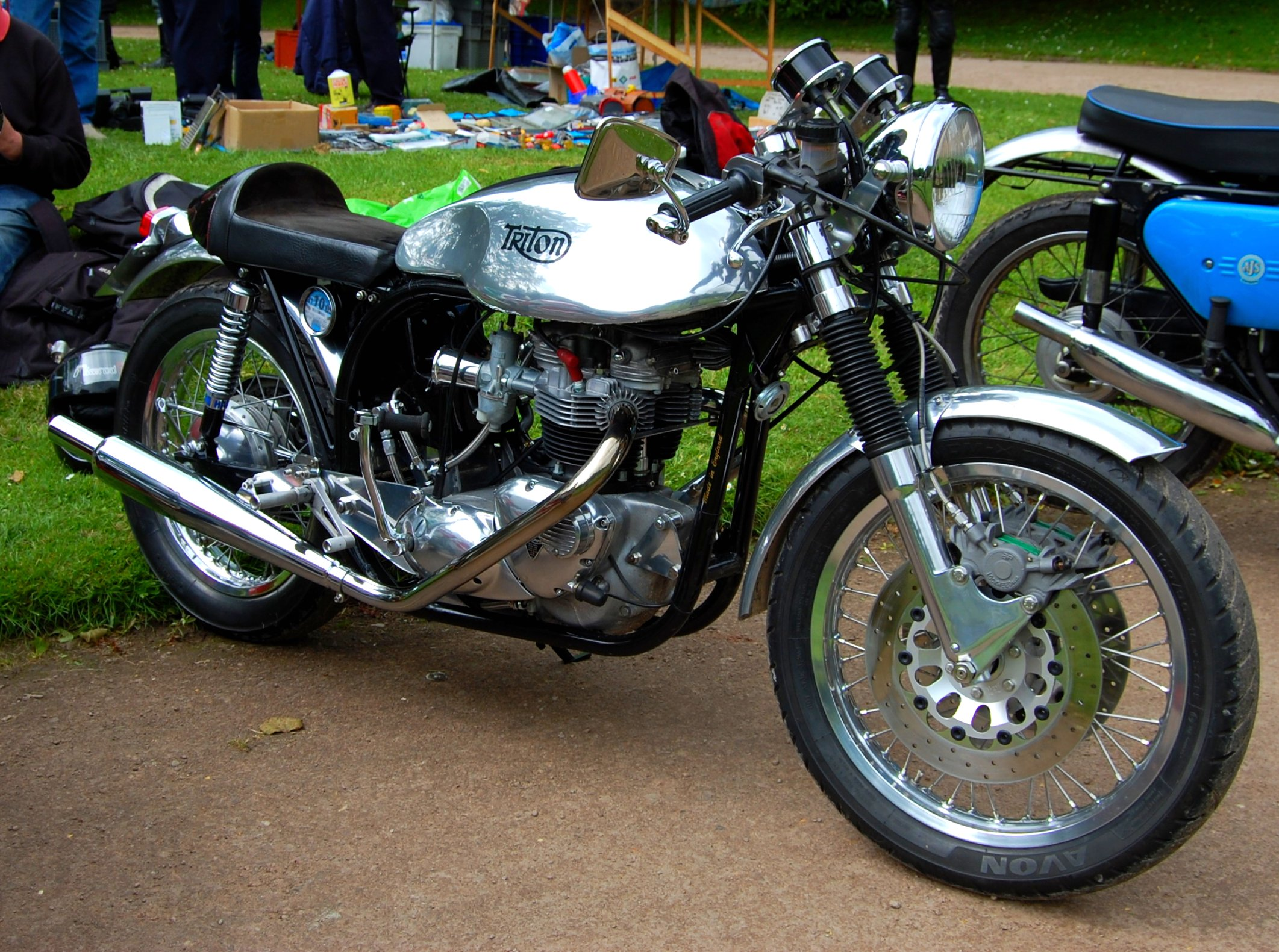
Motocicleta Triton

Café racer é uma categoria de motocicleta desenvolvida para corridas de curto percurso que eram utilizadas por jovens na década de 60 para apostar corridas entre cafés onde gostavam de se reunir.

## Etimologia
O significado têm suas raízes na década de 1960, com a subcultura rockers, ou os meninos Ton-up, embora elas também fossem comuns na Itália, Alemanha e outros países europeus. Na Itália, o termo refere-se às motocicletas específicas que foram e são usados para viagens curtas, de velocidade afiadas de um café para outro.
Os rockers eram jovens e rebeldes e que queriam uma moto rápida, personalizada e distinta para viajar entre cafés ao longo das recém-construídas auto-estradas e em torno de cidades britânicas. O objetivo era voltar para o Café Ace antes do registro de uma música na jukebox ter terminado.

## História
Por falta de opções, os Cafes, antigos restaurantes de beira de estrada, onde costumavam parar caminhoneiros, eram os locais onde os Rockers se reuniam para ouvir o Rock and Roll. Nesses Cafés, havia as famosas máquinas de músicas conhecidas como Jukebox, o único meio de ouvir Rock and Roll para eles. Devido a essas jukebox, os Cafes tornaram-se pontos de encontro dos jovens. Além de ouvir sua música, esses jovens também gostavam de apostar corridas com suas motocicletas. Como não eram pilotos profissionais, e portanto não dispunham de equipes, tinham eles mesmos que que preparar suas máquinas. Envenenavam as motos de forma que aumentavam seu desempenho buscando superar as 100 Mph, o tão buscado TON. Devido a sua paixão pela velocidade e por suas corridas, os caminhoneiros zombavam desses jovens, pois eles não seriam verdadeiros pilotos de corridas, mas corredores de Cafe (Cafe Racers), pois era lá que se encontravam. Esses jovens eram conhecidos como Rockers, pois era óbvia paixão por Rock and Roll.
Esses jovens preparavam suas motos com motores rojões, pneus radiais e suspensões profissionais, mas conservado o jeitão original, sem carenagem e muitas vezes com o guidão original. Em Londres o clássico percurso era um "racha" do Boulevard Café, na Picadilly Avenue até o Café Royal, na Regent Street, sempre por volta das duas da manhã.
As motocicletas mais comuns eram as Triumph, Norton e BSA. Por considerarem as Nortons de melhor ciclísticas e as Triumph de melhor motor, os Rockers passaram a montar motores de Triumph em quadros de Nortons, surgindo assim as Triton, consideradas as Cafe Racers por excelência. Atualmente há Clubes e Clãs de Rockers e de apreciadores das Cafe Racers. São feitas Cafe Racers com os mais variados modelos de motocicletas de todos os fabricantes, inclusive com modelos modernos. Há um revival que trouxe à moda e tornou mais populares as Cafe Racers nos dias de hoje.
Nos dias de hoje essa motos ainda são valorizados pelos amantes da velocidade, alguns até mesmo utilizam motos modernas "atuais" para modificá-las de forma que fiquem parecidas com as famosas Café Race. Existem oficinas especializadas em fazer essas modificações.